# Cyanopica cyanus
El rabilargo asiático (Cyanopica cyanus) es una especie de ave paseriforme de la familia Corvidae que habita en la parte oriental de Asia. Es uno de los dos miembros del género Cyanopica. El otro es el rabilargo ibérico (Cyanopica cooki) que habita al oeste de la península ibérica.

## Descripción
Es un córvido pequeño de 34 cm. Se caracteriza por su larga cola en relación con el cuerpo y sus alas cortas. Tiene un capirote negro, la garganta blanca, el cuerpo leonado y las alas y la cola azul. Las patas son negras, al igual que el pico.
Vuela en ruidosos grupos con el reclamo habitual: gruiií.

## Distribución
En Extremo Oriente su distribución incluye China, Japón, Corea del Norte, Corea del Sur, Mongolia, y las regiones de Rusia cercanas a los países anteriores. Además, ha sido introducida en Hong Kong.

## Subespecies
En la lista de aves del mundo del Congreso Ornitológico Internacional se describen siete subespecies:
- C. c. cyanus (Pallas,  1776) - presente del noroeste de Mongolia al sureste de Rusia y noreste de China
- C. c. stegmanni (Meise, 1932	) - Manchuria  (noreste de China);
- C. c. koreensis (Yamashina, 1939) - ocupa Corea;
- C. c. japonica (Parrot, 1905) - se encuentra en Japón;
- C. c. kansuensis (Meise, 1937) - Qinghai, Gansu y noroeste de Sichuan  (China);
- C. c. interposita (Hartert, 1917) - presente de Ningxia a Shandong y Hebei  (China);
- C. c. swinhoei (Hartert, 1903) - se extiende del centro de Sichuan a Zhejiang y Jiangxi  (China).